# Região Geográfica Imediata de Catolé do Rocha-São Bento
A Região Geográfica Imediata de Catolé do Rocha-São Bento é uma das quinze regiões imediatas do estado brasileiro da Paraíba, uma das cinco regiões imediatas que compõem a Região Geográfica Intermediária de Patos e uma das 509 regiões imediatas no Brasil, criadas pelo IBGE em 2017.
É composta por dez municípios, tendo uma população estimada pelo IBGE para 1.º de julho de 2017, de 118 704 habitantes e uma área total de 2 860,101 km².
As cidades-sede Catolé do Rocha e São Bento são as mais populosas da região, com 30 534 e 34 215 habitantes, respectivamente.

## Municípios
Fonte: IBGE – Cidades
| Município                 | População Estimativa 2017 | Área (km²) |
| ------------------------- | ------------------------- | ---------- |
| Belém do Brejo do Cruz    | 7 347                     | 601,167    |
| Bom Sucesso               | 4 972                     | 184,102    |
| Brejo do Cruz             | 14 107                    | 399,020    |
| Brejo dos Santos          | 6 457                     | 93,846     |
| Catolé do Rocha           | 30 534                    | 552,112    |
| Jericó                    | 7 742                     | 179,311    |
| Mato Grosso               | 2 915                     | 83,522     |
| Riacho dos Cavalos        | 8 609                     | 264,025    |
| São Bento                 | 34 215                    | 248,200    |
| São José do Brejo do Cruz | 1 806                     | 254,796    |
| Total                     | 118 704                   | 2 860,101  |